# Joseph L. Bruno Stadium
 (octobre 2024).
Si vous disposez d'ouvrages ou d'articles de référence ou si vous connaissez des sites web de qualité traitant du thème abordé ici, merci de compléter l'article en donnant les références utiles à sa vérifiabilité et en les liant à la section « Notes et références ».
Le Joseph L. Bruno Stadium est un stade de baseball, d'une capacité de 4 500 places assises, situé dans l'enceinte du Hudson Valley Community College (en), à Troy, dans l'État américain de New York. Surnommé « The Joe' », il est situé au centre de la région urbaine surnommée « Tri-City » englobant les trois villes d'Albany, de Schenectady et de Troy. Il est baptisé du nom du sénateur de New York Joseph L. Bruno, qui a œuvré au financement du stade.
Il est le domicile des ValleyCats de Tri-City, club de baseball évoluant dans la Frontier League.